# Tháp dân số

Tháp dân số cho 4 giai đoạn của mô hình quá trình chuyển đổi nhân khẩu học.

Tháp dân số (tiếng Anh: Population pyramid, hay còn gọi là kim tự tháp dân số) là mô hình đồ họa mô phỏng sự phân bố dân số ở các nhóm tuổi khác nhau (thường của một địa phương, vùng hay quốc gia nào đó trên thế giới). Mô hình này giống như một kim tự tháp hay tháp khi dân số phát triển.

## Các nhóm tuổi
Có 3 nhóm tuổi: 
- Nhóm tuổi dưới lao động: từ sơ sinh đến 14 tuổi
- Nhóm tuổi lao động: từ 15 -> 64 tuổi
- Nhóm tuổi ngoài lao động: từ 65 tuổi trở lên